# Lipie (powiat starachowicki)
Lipie – wieś w Polsce, położona w województwie świętokrzyskim, w powiecie starachowickim, w gminie Brody.
W latach 1975–1998 miejscowość administracyjnie należała do województwa kieleckiego
Przez wieś przechodzi  żółty szlak turystyczny ze Starachowic do Iłży oraz  czerwony szlak rowerowy do Starachowic.
Wierni Kościoła rzymskokatolickiego należą do parafii Świętej Trójcy w Starachowicach.

## Części wsi
| SIMC    | Nazwa               | Rodzaj      |
| ------- | ------------------- | ----------- |
| 0231047 | Czarne Pole         | część wsi   |
| 1019160 | Gajówka Czarne Pole | osada leśna |
| 0231053 | Henryk-Szyb         | osada       |

Południowym skrajem wsi przechodzi Starachowicka Kolej Wąskotorowa.

## Historia
Wieś z metryką historyczną umiejscowioną  co najmniej w XV wieku. W dokumentach źródłowych  odnotowana w roku 1444 i później w kontekście ustalania granic miejscowości Dziurów i Lenartów Most (późniejszy teren Wierzbnika). 
W wieku XIX Lipie stanowiły  wieś i osiedle leśne tej nazwy położone nad rzeczką Kieżek, w powiecie iłżeckim, w gminie Lubienia, parafii Iłża.
Od Iłży odległe 9 wiorst. Gruntu posiadało Lipie 343 mórg, domów 53, mieszkańców 265. Jest to dawne wójtostwo, wchodzące w skład dóbr iłżeckich (biskupich), na którym do rządu należy 1 morga.
Od roku 1827 wieś rządowa. Osiedle leśne Lipie, od pierwszej połowy XIX w. było własnością Starachowickich Zakładów Górniczych, zakłady posiadały tu 1 dom, 2 mieszkańców oraz 108 mórg ziemi.